# Duellmanohyla rufioculis
A Duellmanohyla rufioculis a kétéltűek (Amphibia) osztályának békák (Anura) rendjébe és a levelibéka-félék (Hylidae) családjába tartozó faj.

## Előfordulása
A faj Costa Ricában  és Panamában él. Természetes élőhelye a szubtrópusi és trópusi nedves síkvidéki erdők,  folyók, szubtrópusi és trópusi nedves hegyvidéki erdők, folyószakaszok. A fajra élőhelyének elvesztése jelent fenyegetést.